# Milovan Đilas
Milovan Đilas eller Djilas (serb. Милован Ђилас),  född 12 juni 1911 i Podbišće, Montenegro, död 20 april 1995 i Belgrad, var en jugoslavisk kommunist, politiker och författare. 
Han var en framstående partisan under andra världskriget och sändes till Moskva för att träffa Stalin och diskutera klyftan som hade uppstått mellan Jugoslavien och Sovjet. Han var bland de främsta kritikerna av Stalins försök att lägga Jugoslavien under Sovjet. Đilas sågs som en möjlig efterträdare av Tito och var en av Titos närmsta män till 1950-talet då han började kritisera Jugoslaviens kommunistparti och kräva en demokratisering av landet. Inte långt därefter fråntogs han sina politiska rättigheter och sparkades ur partiet.
Hans krav på flerpartisystem och de i utlandet publicerade böckerna Den nya klassen (1957) och Samtal med Stalin (1962) ledde till att han tidvis satt fängslad och 1969 belades med utreseförbud.
På 1990-talet var han emot en delning av Jugoslavien och kritiserade de nationalistiska ambitionerna som väckts i landet. Han levde i Belgrad fram till sin död 1995.